# Batalla de Cefn Digoll
La Batalla de Cefn Digoll, también conocida como Batalla del Largo Mynd enfrentó en 630 en Long Mountain cerca de Welshpool en Gales al ejército Northumbriano de Edwin de Northumbria con una alianza formada por Cadwallon de Gwynedd y Penda de Mercia. La batalla acabó con la dominación northumbriana de Gwynedd, y precedió una campaña galesa en Northumbria, que llevó a la muerte de Edwin en la Batalla de Hatfield Chase.